# Luna 27
Luna 27 é uma futura missão planeada pela Agência Espacial Federal Russa (Roscosmos) em conjunto com a Agência Espacial Europeia (ESA) para mandar um módulo lunar ao Polo Sul da Lua, a uma zona chamada Bacia do Polo Sul-Aitken
A existência de água na Lua na sua forma gelada já foi confirmada várias vezes pela NASA e a exploração deste bem é um dos objetivos da missão, assim como o de outros recursos, como minerais, que podem se podem usar noutras missão espaciais.
Tudo isto poderá levar à futura criação de uma base habitável para fins científicos e comerciais.